# Bataille de Sabilah

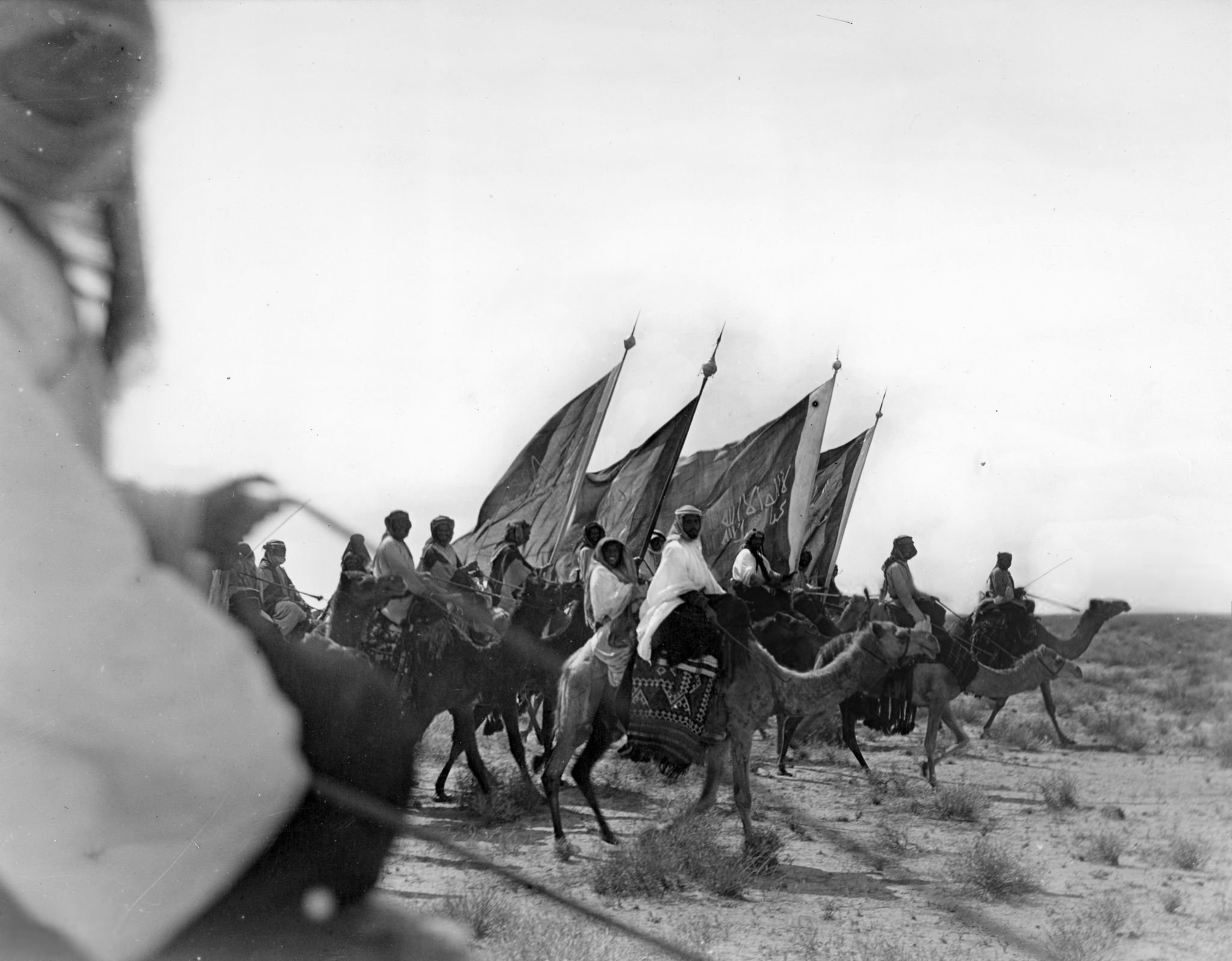
Armée des Ikhwan.

La bataille de Sabilah, ou Sibilah ou Sabilla est livrée le 30 mars 1929 dans la plaine du même nom, située dans le Nejd central en Arabie saoudite, entre les villes d'al-Zilfi et d'al-Artawiyah, pendant la révolte de l'Ikhwan contre le régime d'Ibn Séoud. Les forces gouvernementales, commandées par le souverain en personne, infligent une défaite décisive aux rebelles menés par les sultans Bin Bajad Al-Otaibi et Faysal al-Duwish.